# 1848 na Venezuela
Esta é uma cronologia dos principais fatos ocorridos no ano de 1848 na Venezuela.

## Música

### Ópera
- El maestro Rufo Zapatero, de José María Osorio.

## Personalidades

### Mortes
- 20 de fevereiro – Francisco de Paula Alcántara (n. 1778), militar, veterano da Guerra da Independência [es].
- 12 de março – Santos Michelena (n. 1797), político e diplomático.[1]
- 6 de abril – Judas Tadeo Piñango (n. 1789), militar, veterano da Guerra da Independência.